# Alexandra Zapata
Alexandra Zapata (nacida como Maria Alexandra Zapata Pedroni, el 4 de febrero de 1984 en Caracas, Venezuela) es una reconocida diseñadora de moda venezolana, empresaria, dueña del Atelier Alexandra Zapata, es además la ganadora del reconocimiento Designer of the Year for Excellence in Evening Wear de la prestigiosa organización Miami's Premier Fashion Market en el 2014.

## Reseña biográfica

### Nacimiento e infancia
Nace en Caracas, Venezuela el 4 de febrero de 1984, Desde muy temprana edad Alexandra comenzó a demostrar su talento y el gusto por las telas y los diseños. A la corta edad de 8 años ya sus creaciones y dibujos eran centro de atención de profesores y allegados que notaron el uso del color y la versatilidad en sus primeros bosquejos. 

### Estudios
Siendo aun una adolescente empiezo sus estudios de diseño de moda, patronaje y confección en su ciudad natal Caracas en el  Colegio Universitario Monseñor de Talavera para luego hacer cursos en el Instituto de Diseño Bivril   en Venezuela y en el prestigioso Miami International University of Art & Design en Estados Unidos. 

### Primeros trabajos
En el 2004 empezó a trabajar la costura a la medida creando piezas únicas que se convertirían en sus primeros éxitos. Más adelante hace su entrada en el mundo a los desfiles de moda en el año 2006 en la Feria del Turismo Fitur convirtiéndose así en una de las diseñadoras más jóvenes reconocida por su conocimiento, creatividad y calidad de sus trabajos. Es a partir de entonces que Alexandra se especializaría en la elaboración de espectaculares trajes para novias, vestidos de noche y accesorios.
Esta talentosa diseñadora que se hizo de un nombre sinónimo de elegancia actualmente trabaja no solo en su ciudad natal sino que traspasa fronteras vendiendo sus diseños en Miami, Bogotá, Santo Domingo, Ciudad de México y Los Ángeles. Durante varios años diseñó dos colecciones por temporada, una de alta costura y la otra pret a porter. Más tarde se dedicó exclusivamente a la alta costura.

### Empresaria
Como empresaria, lidera sus propias compañías Atelier Alexandra Zapata y  Costumenta donde se desempeña como Directora Creativa y su función primordial es la elaboración de hermosos trajes de novia, así como vestidos para fiestas a la medida.  La diseñadora venezolana se especializa en vestuario para la producción de comerciales, programas de TV, Videos musicales y películas.  Alexandra en la actualidad cuenta con dos talleres uno ubicado en la ciudad de Bahia Blanca, Argentina y otro en Miami, USA donde comercializa sus creaciones para el mercado americano.

### Cine
A finales del 2015 la diseñadora se unió al equipo de Vestuario de la película El Vuelo del Turpial del productor y director Haik Gazarian durante la etapa de preproducción donde se desempeñó como Directora del Taller de Vestuario.  Zapata admite que le gusto la experiencia en la industria del cine, ya que le dio la oportunidad de expresar su potencial creativo sin respetar límites en un campo tan importante como es el del vestuario caracterizado de las películas.

### Personalidades vestidas por Alexandra Zapata
Alexandra Zapata ha vestido entre otras a las reconocidas actrices Ruddy Rodríguez y Valentina Rendon . Asimismo, ha trabajado con modelos y presentadoras de televisión como Marie Claire Arcila Harp, Marisol Rodríguez, Ana Alicia Alba, Aigil Gómez (Chica HTV 2014)  entre muchas otras estrellas que han lucido sus diseños.

## Premios y reconocimientos
- Diseñadora del Año (Aguja de Oro, Desfile Acquario Collezione 2011)
- Mejor Confección (Desfile Acquario Collezione 2011)
- Reconocimiento de la Alcaldía Metropolitana de Caracas - Premio Entregado por el Alcalde Antonio Ledezma (Evento Aniversario Ciudad de Caracas 446, julio de 2013)
- Mejor Diseñadora Emergente (Brickell Fashion Market, marzo de 2015)
- Reconocimiento de la Alcaldía de Sucre - Evento Señorita Sucre,  (Alcaldía del Municipio Sucre, 2015)
- Mejor Diseñadora - Fashion Access 2015,  (The Designers Market, Miami, 2015)